# 966년

## 연호
- 북송(北宋) 건덕(乾德) 4년
- 요(遼) 응력(應曆) 16년
- 일본(日本) 고호(康保) 3년
- 남한(南漢) 대보(大寶) 9년
- 북한(北漢) 천회(天會) 10년

## 기년
- 북송(北宋) 태조(太祖) 7년
- 요(遼) 목종(穆宗) 16년
- 고려(高麗) 광종(光宗) 17년

## 탄생
- 8월 12일 - 제140대 교황 요한 17세

## 사망
- 7월 4일 - 교황 베네딕토 5세